# Scrophularia vvedenskyi
Scrophularia vvedenskyi är en flenörtsväxtart som beskrevs av O.N. Bondarenko och Filat.. Scrophularia vvedenskyi ingår i släktet flenörter, och familjen flenörtsväxter. Inga underarter finns listade i Catalogue of Life.